# Asediul Jadotville-ului
Asediul Jadotville-ului a avut loc în septembrie 1961, în timpul intervenției Națiunilor Unite în conflictul din Katanga din Congo-Léopoldville⁠(d), în Africa Centrală. Compania „A”, Batalionul 35 (în serviciul ONU) al contingentului ONUC⁠(d) al Armatei Irlandeze⁠(d) a fost atacat de trupele Jandarmeriei  Katanga⁠(d) loiale prim-ministrului katanghez Tchombé Moïse⁠(d). Soldați irlandezi, modest înarmați, asediați în Jadotville (astăzi, Likasi), au rezistat împotriva atacurilor katangheze timp de șase zile, timp în care o forță de despresurare formată din trupe irlandeze și suedeze au încercat fără succes să ajungă la forța irlandeză.
Compania irlandeză, depășită numeric, a fost în cele din urmă forțată să se predea după ce și-a epuizat complet munițiile și proviziile, dar nu înainte de a provoca pierderi grele katanghezilor și mercenarilor lor. Ei au fost ținuti ca prizonieri de război timp de aproximativ o lună, dar nimeni nu și-a pierdut viața. Acesta a fost ultima ciocnire din cadrul misiunii de menținere a păcii cu operațiuni ale Organizației Națiunilor Unite în Congo⁠(d) (ONUC) care a utilizat trupe irlandeze și suedeze în acțiuni ostile.

## Context
Miercuri, 13 septembrie 1961, secretarul general al ONU, Dag Hammarskjöld, a dat forțelor Națiunilor Unite permisiunea de a lansa o ofensivă militară, cu numele de cod Operațiunea Morthor⁠(d), împotriva unităților militare de mercenari care deserveau Statul Katanga, care se separase de Congo-Léopoldville⁠(d) în iulie 1960. Conform mandatului lor, forțele Operațiunii Organizației Națiunilor Unite în Congo (ONUC) trebuia să rămână imparțiale în conflict. Dar conducerea politică katangheză a considerat că ONU și-a încălcat mandatul și că forțele sale au fost de partea adversarului ei, guvernul central congolez. Curând după începerea operațiunii Morthor, katanghezii au efectuat un contraatac asupra unei unități militare ONU izolate cu baza în orașul minier Jadotville, la aproximativ 100 de kilometri de principala bază ONU din Elizabethville. Un contingent de 155 de soldați irlandezi din trupele ONU, denumit „Compania A” în frunte cu comandantul Pat Quinlan, a fost trimis în orașul minier, pentru a ajuta la protecția cetățenilor acestuia. Ministrul de externe al Belgiei făcuse apel la secretarul general al ONU, raportând că coloniștii belgieni și populația locală erau neprotejați, și se temeau pentru siguranța lor.
Dar, când trupele irlandeze au ajuns la Jadotville, acestea nu au fost bine primite de localnici, din cauza puternicului sentiment pro-katanghez și anti-ONU. Precedentele două companii ONUC de menținere a păcii — una suedeză și una irlandeză — fuseseră retrase din Jadotville în zilele dinaintea sosirii forței lui Quinlan. Nu este clar de ce katanghezii voiau să izoleze trupele ONU irlandeze, deși unii comentatori au sugerat că scopul ar fi fost acela de a-i lua pe irlandezi prizonieri pentru a-i folosi în negocierile cu ONU.

## Lupta
Katanghezii au atacat mare parte din militarii irlandezi participau la o liturghie în aer liber. Așteptându-se să-i ia prin surprindere, primii atacatori au înaintat rapid, dar au fost văzuți de o santinelă. Un foc de avertisment⁠(d) al sergentului Billy Gata a alertat compania de amenințare (Gata a fost rănit în urma schimbului de focuri). A urmat o luptă de cinci zile.

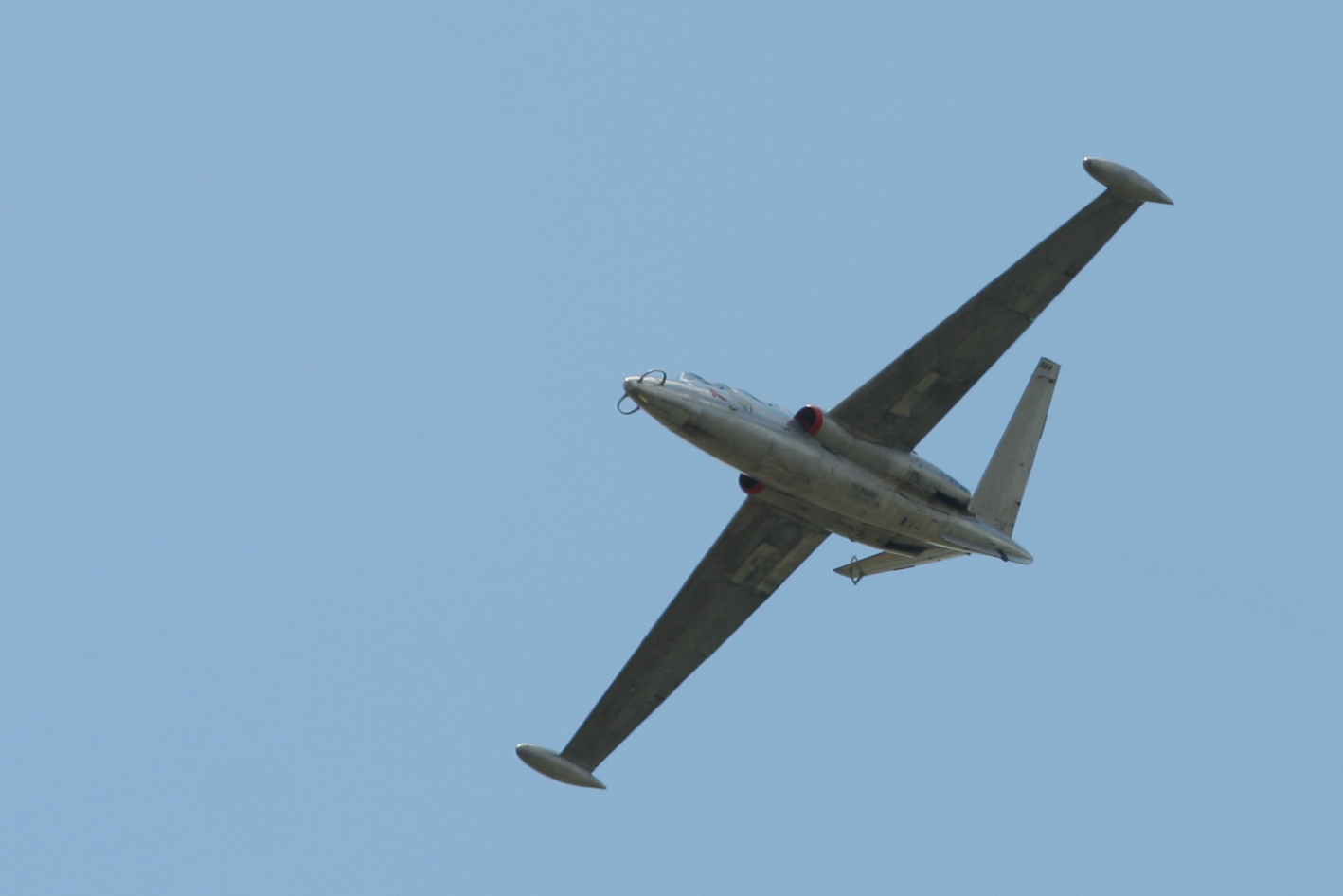
Un similar cu cel folosit de katanghezi în timpul asediului

O forță combinată de mercenari, coloniști belgieni și membri ai tribului local Luba i-au atacat pe irlandezi. Atacatorii aveau o forță de 3.000–5.000 de oameni, cea mai mare parte trupe de războinici Luba, dar și mulți mercenari belgieni, francezi și rhodesieni înarmați cu un amestec de armament ușor și greu. Ei au avut, de asemenea, sprijin aerian din partea unui avion de antrenament Fouga Magister⁠(d), dotat cu bombe și mitraliere sub aripi. În cea mai mare parte, soldații ONU irlandezi erau înarmați doar cu arme personale ușoare, un număr mic de mitraliere Vickers răcite cu apă și mortiere de 60mm. Irlandezii asediați au transmis comandamentului: „Vom rezista până când va fi tras ultimul glonț. Ne-ar prinde bine și ceva whiskey”.
Katanghezii au atacat în valuri de circa 600, precedați de un bombardament de mortiere de 81mm și cu un de tun francez de 75 mm. Soldații irlandezi s-au apărat cu succes împotriva valurilor succesive de atacatori. Plutonul Irlandez de Sprijin a dezafectat cele mai multe dintre mortierele katangheze cu tir precis anti-baterie al unor mortiere de 60mm. După ce a rezistat la patru zile de atacuri repetate, irlandezii au început să tragă asupra pozițiilor identificate de mortiere și mitraliere katangheze cu mai multe ore de foc continuu și concentrat al propriilor lor mortiere și mitraliere.
Tirul irlandez s-au dovedit exact și eficient. Ofițerii mercenari au fost observați împușcând jandarmi băștinași pentru a opri fuga dezorganizată din liniile katangheze. Katanghezii i-au cerut lui Quinlan încetarea focului, după ce forțele lor au fost serios diminuate. La această dată, forța lor efectivă era redusă probabil la circa 2.000 de oameni. Quinlan a acceptat.

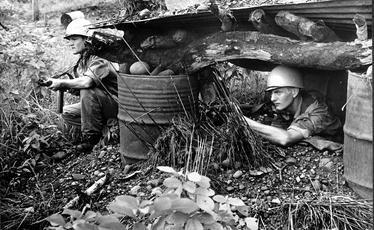
Suedezi din ONUC în Congo, noiembrie 1961

500 de soldați din trupele ONU irlandeze și suedeze cu sediul în Kamina și trupe Gurkha din armata indiană au făcut mai multe încercări de a-i despresura pe soldații irlandezi asediați. Forța mercenarilor, dintre care mulți veterani ai Războiului din Algeria, a respins aceste încercări. Ei fuseseră aduși de Moise Tshombe, premier Katangăi, al cărui guvern secesionist era susținut de Belgia.
Au avut loc o serie de lupte într-un punct strategic numit Podul Lufira. Pe acest pod trecea șoseaua Jadotville-Elizabethville peste Râul  Lufira. Forțele katangheze erau cantonate aici și au tras de la sol și din aer asupra coloanei de susținere, ucigând mai mulți soldați ONU indieni, rănind mai mulți irlandezi și în cele din urmă obligând coloana să se întoarcă de pe pod.
Compania „A”, Batalionul 35 au avut cinci răniți în acțiune în timpul celor șase zile de asediu. Katanghezii, pe de altă parte, au suferit pierderi grele. Până la 300 au fost uciși, inclusiv 30 de mercenari, și un număr nedeterminat au fost răniți, cifrele variind de la 300 la 1.000. Quinlan nu avea însă posibilități de reaprovizionare și întăriri și, cu transportul distrus de avionul CM 170 Magister⁠(d), spargerea asediului era practic imposibilă.
La un moment dat în conflict, a reușit o misiune de a aduce apă pe calea aerului, dar ca urmare a utilizării de containere contaminate (utilizate anterior pentru a stoca benzină) apa era, în mare măsură, de nebăut. Lui Quinlan îi lipsea orice direcție clară și orice comunicare din partea superiorilor săi, și katanghezii au început să încălce acordul de încetare a focului pentru a submina poziția Companiei „A”. În cele din urmă, cum poziția sa era nesustenabilă, și în lipsa vreunui ordin sau a vreunei promisiuni de asistență, după ce a rămas fără muniție, hrană și apă, Quinlan a acceptat cea de-a doua ofertă de capitulare a katanghezilor. Irlandezii au fost ținuți ostatici timp de aproximativ o lună, într-un efort de a obține termeni favorabili de încetare a focului⁠(d) nefavorabili ONU. Katanghezii și aliații lor mercenari i-au eliberat în cele din urmă pe soldații irlandezi în schimbul unor deținuți din custodia guvernul congolez al lui Joseph Kasa-Vubu⁠(d). După ce au fost eliberați, soldații s-au întors la baza de la Elizabethville. Câteva săptămâni mai târziu, Compania „A” a fost din nou implicată activ în lupte, de această dată cu sprijinul trupelor ONU suedeze. În cele din urmă au fost întăriți cu trupe proaspete din Irlanda (fiind înlocuiți cu Batalionul 36). După săptămâni de luptă și după ce cele șase luni de misiune au trecut, Compania „A” a fost înlocuită din zona de luptă și s-a întors acasă în Irlanda în luna decembrie.

## Urmări
În mass-media au apărut relatări inexacte privind moartea câtorva soldați irlandezi la momentul atacurilor. Unii analiști sugerează că pilotul belgian al avionului Fouga a confundat niște așternuturi rulate cu saci de cadavre în timp ce survola câmpul de luptă.
Până la începutul secolului al XXI-lea, statul irlandez nu a dat prea multă recunoaștere bătăliei de la Jadotville. Termenul de „Jadotville Jack” a fost aplicat uneori cu sens peiorativ Forțelor Irlandeze de Apărare. După incident, niciun soldat irlandez nu a primit vreo decorație pentru acțiunile sale de la Jadotville, deși Quinlan a recomandat mai mulți dintre soldații săi pentru Medalia Militară pentru Vitejie⁠(d) (MMG), cea mai mare distincție militară pentru curaj a Irlandei, pentru acțiunile lor în timpul luptei. În 2016, guvernul irlandez a acordat o mențiune prezidențială Companiei „A”, prima din istoria statului.
Deși Compania „A”, Batalionul 35 învinsese tactic o forță inamică mai mare la Jadotville, Forțele Irlandeze de Apărare nu au recunoscut fățiș lupta. Se poate să fi fost o percepută rușine a capitulării Companiei A, sau a erorilor politice și strategice demonstrate la nivelele superioare. Quinlan a avansat în cariera militară până la gradul de colonel, dar nu a mai servit în operațiuni externe. Ofițerii irlandezi care au luptat la Jadotville au găsit că este cel mai bine pentru cariera lor să nu mai vorbească de această luptă.

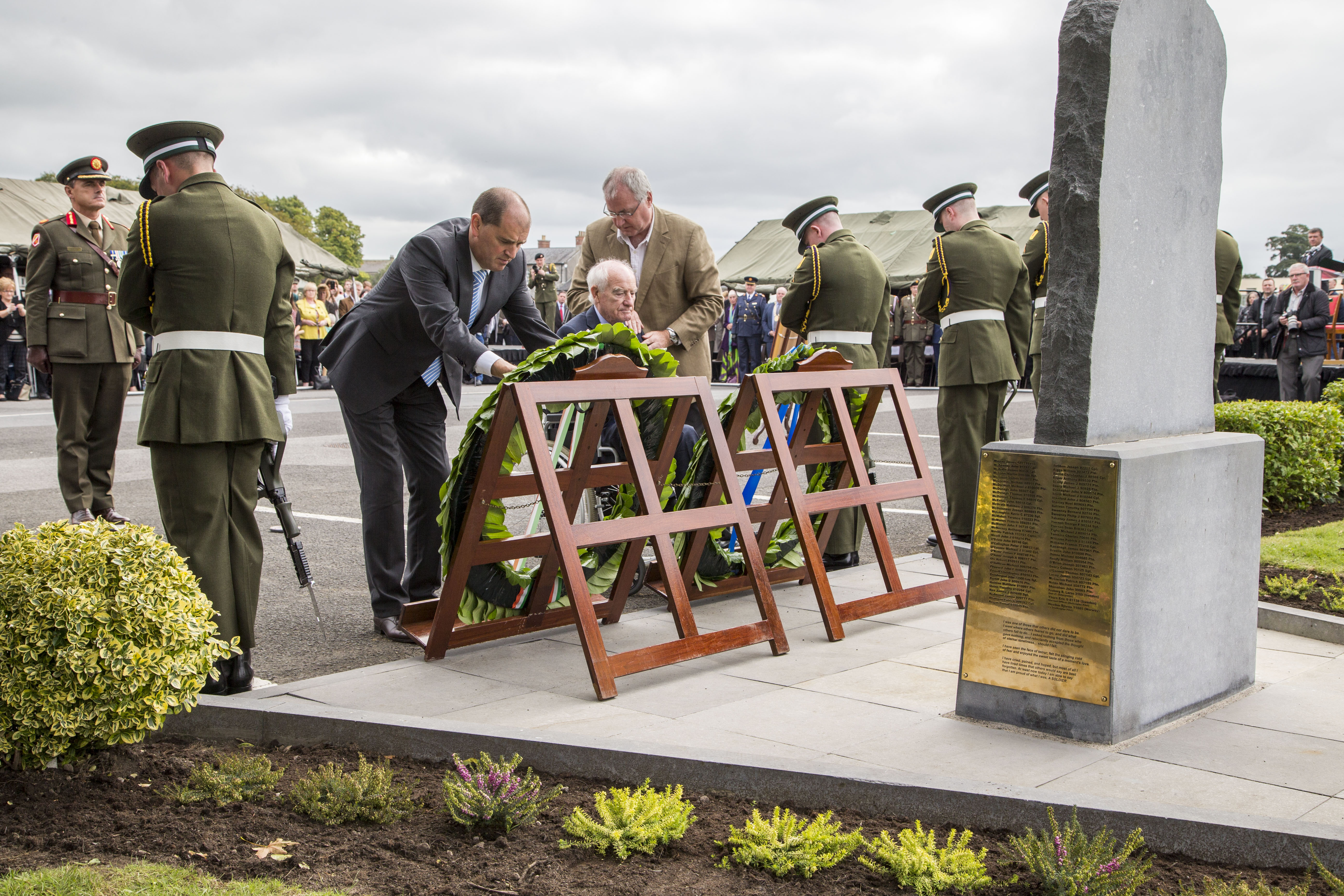
Inaugurarea plăcii comemorative de la Cazarma Custume

Veteranii asediului Jadotville-ului au fost nemulțumiți de faptul că Forțele de Apărare au refuzat să le recunoască lupta și că ea a ajuns să constituie o pată neagră pe reputația comandantului. Reputația lui Quinlan, care a murit în 1997, a fost restaurată public la nouă ani după moarte. Veteranii Companiei A îl considerau un ofițer excepțional, care a salvat viețile oamenilor săi, ordonându-le să sape tranșee, și care și-a condus cu succes compania împotriva unui inamic mult mai puternic. El a ajuns într-o situație imposibilă din cauza evidentelor deficiențe ale conducerii ONU. Împotriva tuturor șanselor, el a salvat viața tuturor oamenilor lui într-o bătălie la care nu se aștepta și pe care nu o plănuise.
John Gorman, un militar retras, care în timpul luptei fusese un soldat de 17 ani, a militat pentru recunoașterea bătăliei de la Jadotville. În 2004, ministrul irlandez al apărării Willie O'Dea⁠(d) a acceptat să organizeze o revizuire completă a luptei. O anchetă a Forțelor de Apărare i-a absolvit pe Quinlan și pe Compania A de orice acuzație de rea conduită militară. O piatră comemorativă pentru soldații Companiei A a fost ridicată pe terenul de Cazărmii Custume⁠(d) din Athlone în 2005. Un portretul al comandatului Quinlan a fost instalat în Sala Congo a Școlii Forțelor Irlandeze de Apărare ONU.

## În cultura populară
Povestea lui Declan Power⁠(d), The Siege at Jadotville: The Irish Army's Forgotten Battle (în traducere, Asediul Jadotville-ului: lupta uitată a Armatei Irlandeze; 2005), a fost adaptată în filmul The Siege of Jadotville⁠(d) (2016). Din distribuție fac parte Jamie Dornan și Mark Strong, iar filmul a avut o premieră bine primită la Festivalul de Film de la Galway 2016. Lansarea cinematografică limitată a avut loc în septembrie 2016, și a fost difuzat la nivel mondial pe Netflix, din 7 octombrie 2016.